# San Giacomo (Caldes)
San Giacomo (IPA: /sanˈʤakomo/, San Giàcom in solandro) è una frazione del comune di Caldes in provincia autonoma di Trento. Anticamente il villaggio era chiamato Solasna.

## Storia

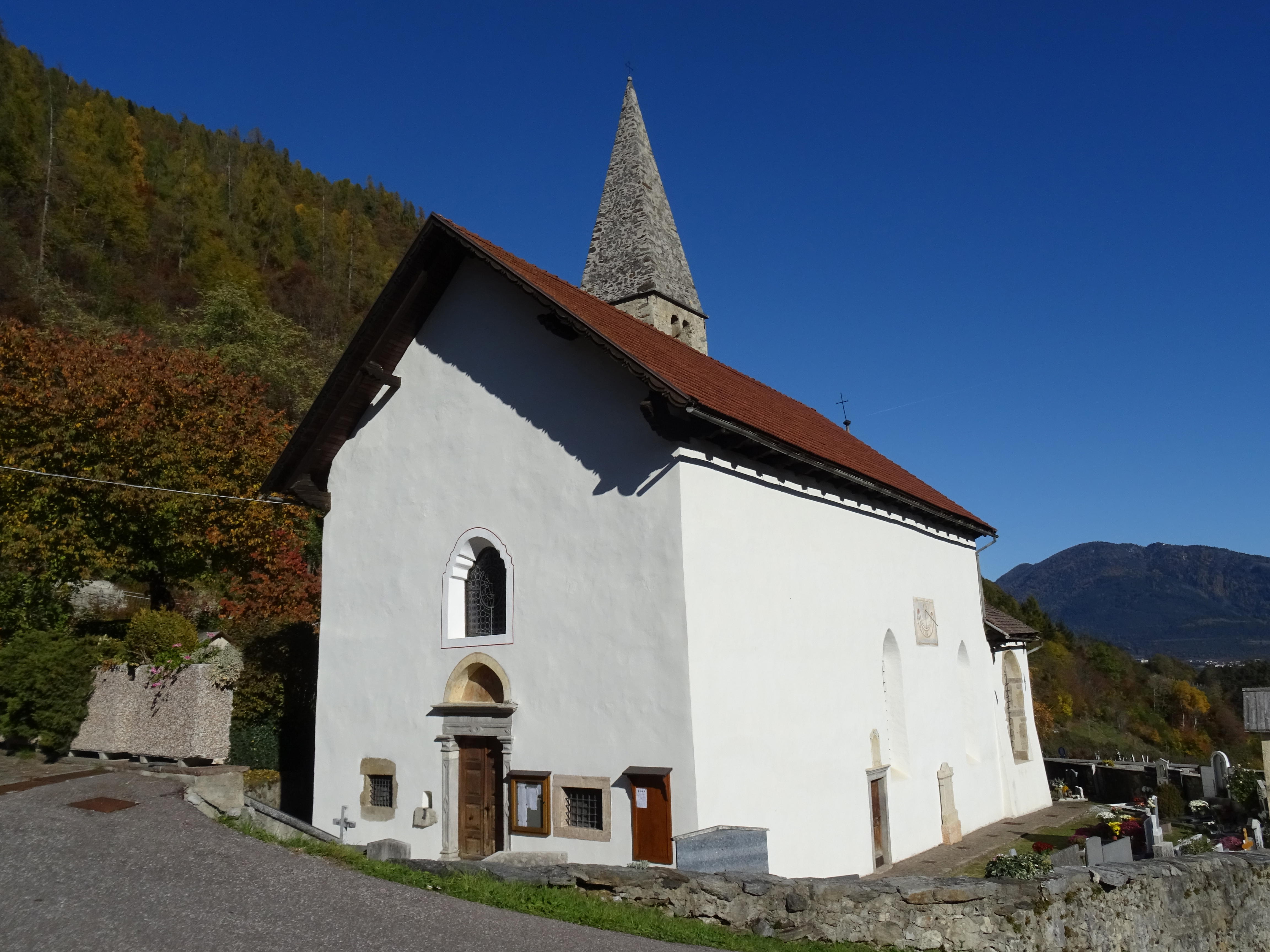
La chiesa di San Giacomo Maggiore

San Giacomo, con la frazione Tozzaga, è stato comune autonomo fino al 1929, anno in cui venne aggregato a Caldes.

## Monumenti e luoghi d'interesse

### Architetture religiose
- Chiesa di San Giacomo Maggiore, costruita nel 1515.[7]